# Рустамов, Амир Мамед оглы
Амир Мамед оглы (Мамедович) Рустамов (азерб. Əmir Məmməd oğlu Rüstəmov; 10 [23] декабря 1909, Шуша, Кавказское наместничество — 13 апреля 1979, Баку) — советский военный деятель, генерал-майор инженерных войск,  участник Великой Отечественной войны. Первый из азербайджанцев генерал-майор инженерно-технических войск.

## Биография
Амир Мамед оглы Рустамов родился 5 декабря 1909 года в городе Шуша Елизаветпольской губернии Российской империи. В РККА с 1932 года. До 1937 года в составе различных формирований РККА воевал с басмачеством в Средней Азии. В 1941 году окончил Военно-инженерную академию им. В. В. Куйбышева. В 1942—1943 годы сражался под Ростовом и на Кавказе.
После войны — начальник оперативного отдела штаба инженерной службы сухопутных войск.
В 1952 году окончил Высшую военную академию им. К. Е. Ворошиловаа. С 1952 по 1956 год — начальник инженерных частей в составе группы советских войск в Германии. С 1956 по 1966 год — начальник инженерных войск Сибирского военного округа. С 1966 по 1969 год — начальник кафедры Военно-инженерной Академии им. Куйбышева.

## Награды
- Орден Красной Звезды
- Орден Красного Знамени
- Орден Отечественной войны I степени (1985; посмертно)
- Медали, в том числе:
  - Юбилейная медаль «XX лет Рабоче-Крестьянской Красной Армии»
  - Медаль «За боевые заслуги» (1944)
  - Медаль «За оборону Кавказа» (1944)
  - Медаль «За победу над Германией в Великой Отечественной войне 1941-1945 гг.» (1945)